# Delphiniobium hanla
Delphiniobium hanla är en insektsart. Delphiniobium hanla ingår i släktet Delphiniobium och familjen långrörsbladlöss. Inga underarter finns listade i Catalogue of Life.